# Vlakvondst

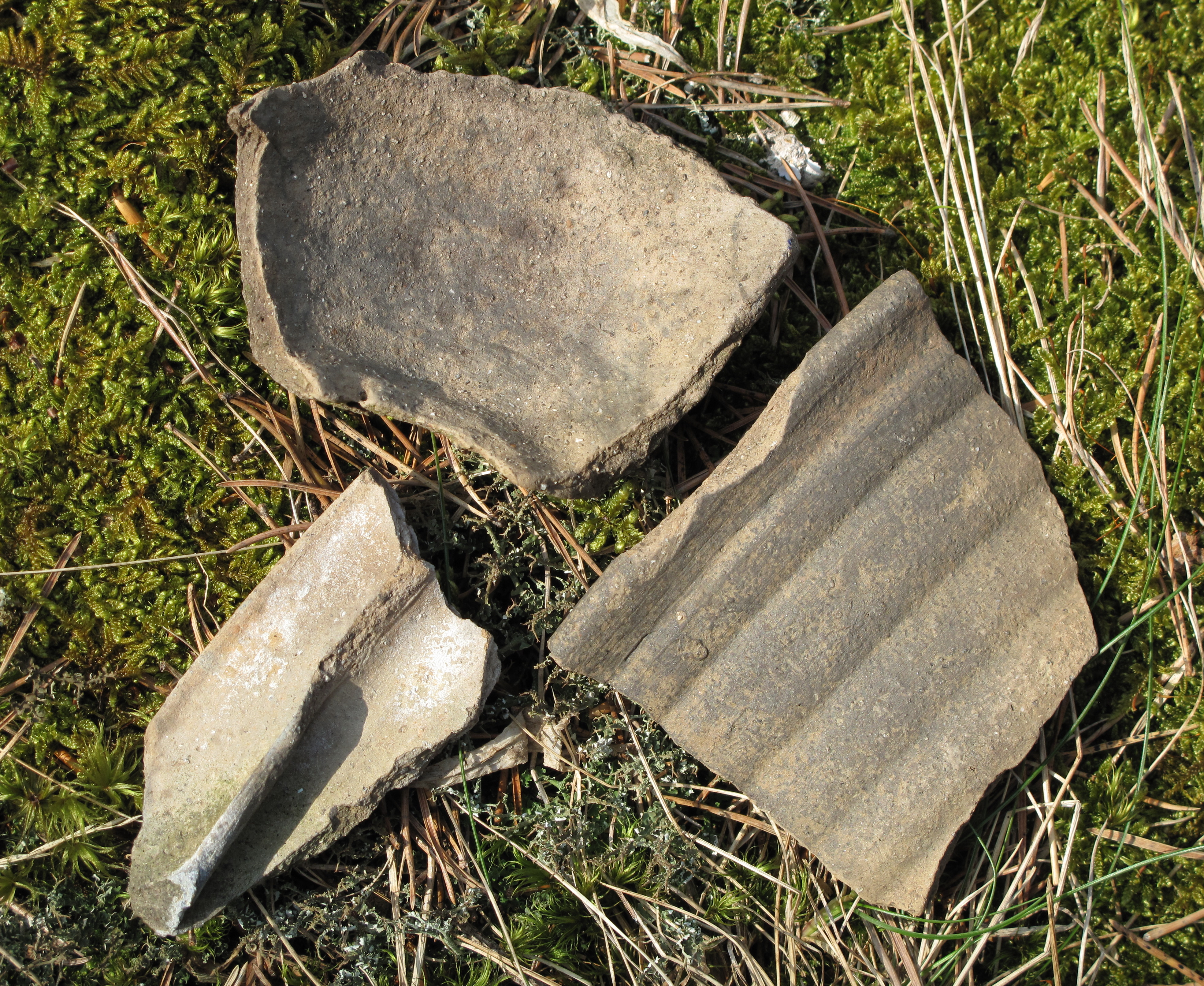
potscherven uit Burg Falkenstein als vlakvondsten

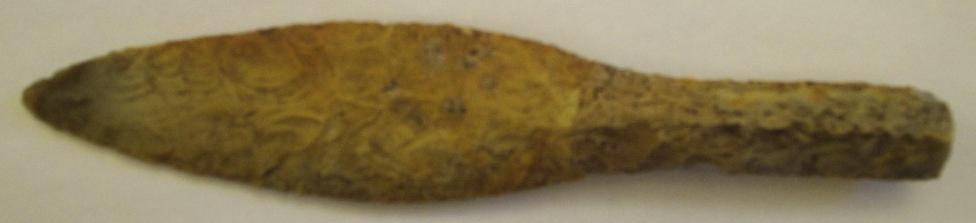
vissenstaartdolk gevonden in Skåne

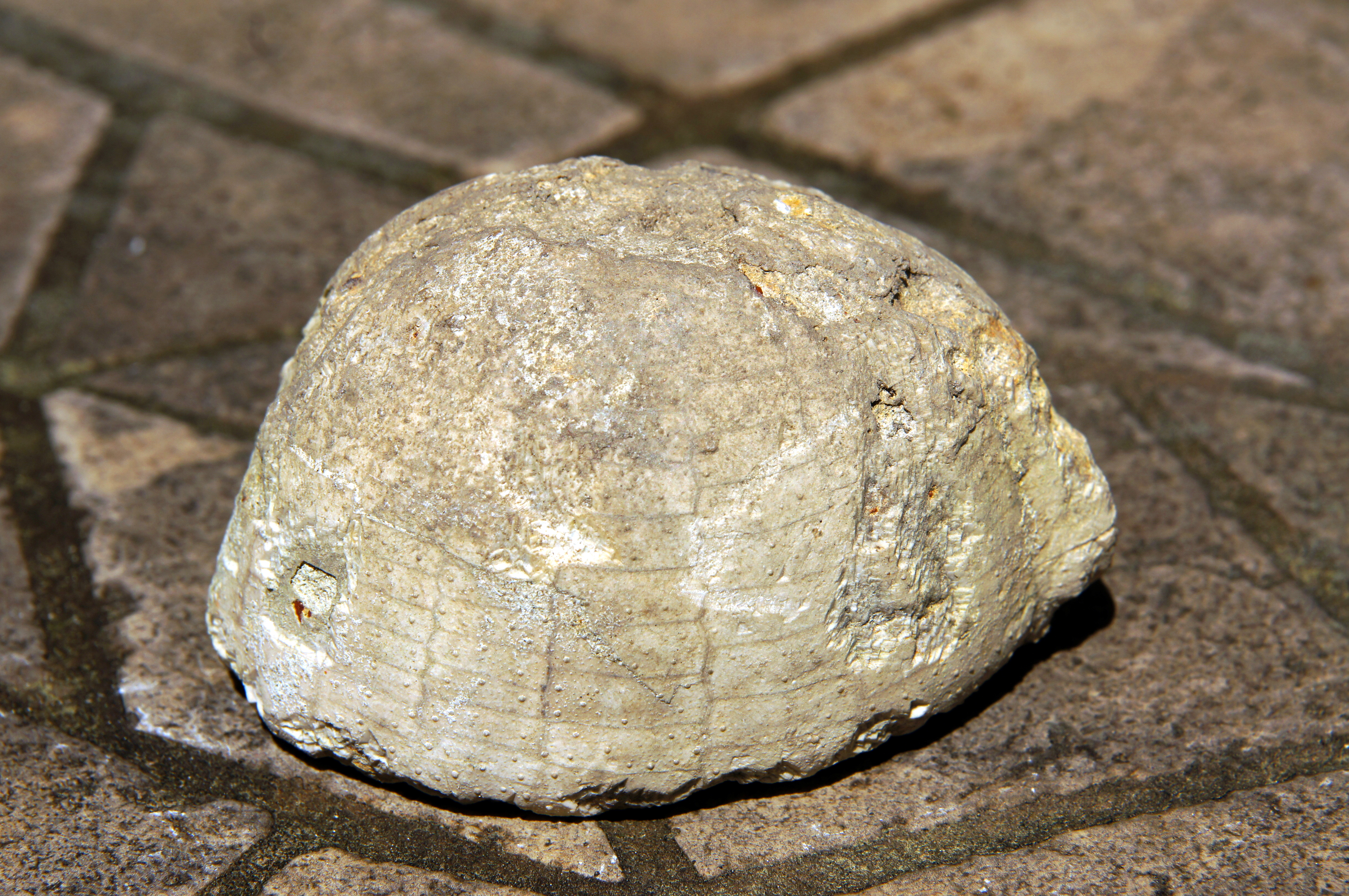
Fossiele zee-egel van het geslacht Echinocorys, gevonden in de Baumberge

Een vlakvondst of toevalsvondst is een archeologische of paleontologische vondst die is gedaan zonder specifiek graafwerk. Afslagen, munten, stenen werktuigen, potscherven en fossielen zijn vaak vlakvondsten die bijvoorbeeld door ploegen naar de oppervlakte werden gebracht en van de grond werden opgepakt. Archeologische vondsten moeten zo goed mogelijk worden gelokaliseerd (veldnamen, geografische coördinaten bepaald met behulp van GPS ) en gerapporteerd aan het verantwoordelijke archeologische monumentenbureau, in Nederland de Rijksdienst voor het Cultureel Erfgoed, in België het Agentschap Onroerend Erfgoed.
Het eigendomsrecht voor vlakvondsten is per land verschillend. In Nederland valt het onder het vinderschapsrecht. Volgens de schatvindersregeling is de vondst, wanneer de oorspronkelijke eigenaar niet meer te achterhalen valt, gedeeld eigendom van de vinder en de grondeigenaar.